# 7 Pułk Dragonów (austro-węgierski)

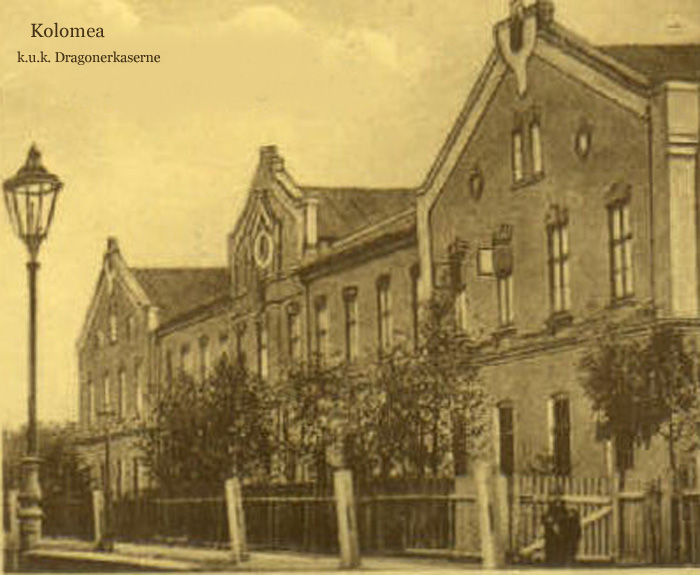
Koszary w Kołomyi –1914

Czeski Pułk Dragonów Nr 7 (DR. 7) – pułk kawalerii cesarskiej i królewskiej Armii.
Pełna nazwa niemiecka: Dragonerregiment Herzog von Lothringen Nr 7.

## Historia pułku
Data utworzenia: 1663 rok.
Szef honorowy (niem. Regimentsinhaber): Herzog von Lothringen.
W 1889 roku pułk stacjonował w Wiedniu i wchodził w skład 10 Brygady Kawalerii.
W następnym roku pułk został włączony w skład 8 Brygady Kawalerii w Pradze i przeniesiony:
- sztab razem z 1. dywizjonem do Brandýsa nad Labem (niem. Brandeis an der Elbe),
- 2. dywizjon do Pragi,
- kadra zapasowa do Starej Boleslavi (niem. Altbunzlau)[3].

W 1914 roku pułk stacjonował na terytorium 10 Korpusu (sztab pułku razem z 1. dywizjonem w Stanisławowie, a 2. dywizjon w Kołomyi).
Pułk wchodził w skład 13 Brygady Kawalerii.
Żołnierze nosili wyłogi siarkowożółte, guziki srebrne.

## Organizacja pułku
- komenda pułku
- 1 dywizjon
- 2 dywizjon
- kadra zapasowa
- pluton pionierów
- patrol telegraficzny

Dywizjon składał się z trzech szwadronów liczących 117 dragonów. Pułk według etatu liczył 37 oficerów oraz 874 podoficerów i żołnierzy.

## Dragoni
Komendanci pułku
- płk Erich von Engel (1889 – 1891)

Oficerowie
- por. rez. Leon Aleksander Sapieha